# Okura (fleuve)
Pour les articles homonymes, voir Okura (homonymie).
Le fleuve Okura  (en anglais : Okura River) est un cours d’eau du nord de la région d’Auckland dans l’Île du Nord de la Nouvelle-Zélande.

## Géographie
Le  fleuve prend sa source dans des collines basses du sud de la ville  Silverdale et s’écoule dans la baie de Karepiro dans le golfe de Hauraki. La rivière est extrêmement sensible à la marée avec seulement un étroit chenal, qui soit navigable par les petites embarcations et à marée basse.
Le secteur est renommé pour les promenades à cheval, les cavaliers attendant jusqu’à la marée basse et traversent à gué le chenal des bateaux pour gagner l’estuaire sur le côté nord.
Le village d’Okura est situé sur la berge sud.
La réserve de Long Bay-Okura Marine Reserve s’étend à partir du fleuve Okura jusqu’à la rivière  Weiti. Le sable de la berge (au dessus de la marque de la marée haute) dans la baie de Karepiro est une des zones de nidification des Pluvier guignard ou Dotterel, une espèce protégée par le ministère de la Conservation (DOC, Department of Conservation).
Le développement de travaux sans limite pour l’extraction de sédiments dans le fleuve a causé des morts massives des coquillages.